# 穿山港支线
穿山港支线是中国浙江省宁波市运营中的一条支线货运铁路，承担宁波港集疏运功能。穿山港支线起自北仑支线大碶站，终于中宅站，全长37.2公里，其中桥梁5.7公里，隧道14.1公里，桥隧比为61%。线路为国铁II级单线电气化铁路，设有3座车站，1座越行站，可开行双层集装箱列车。2015年12月22日，穿山港支线开工，计划工期三年半，总投资46.6亿元人民币，2019年12月26日开通运营。

## 未来发展
未来，穿山港支线将配合北仑支线复线工程新建柴桥站，扩建穿山港站，同时将在柴桥站引出梅山支线，通往梅山港港区东北侧设立港区站，并预留复线工程。